# Ivan Beck
Ivan Beck o Yvan Beck (Belgrado, Reino de Serbia, 29 de octubre de 1909; Sète, Francia, 2 de junio de 1953) fue un futbolista serbio nacionalizado francés. 

## Selección nacional
Fue seleccionado titular con la Selección de fútbol de Yugoslavia en 7 ocasiones marcando 4 goles entre 1927 y 1931.
Además, luego de nacionalizarse francés, fue titular con la Selección de fútbol de Francia en 5 oportunidades entre 1935 y 1937.

### Participaciones en Copas del Mundo
| Mundial                        | Sede    | Resultado    |
| ------------------------------ | ------- | ------------ |
| Copa Mundial de Fútbol de 1930 | Uruguay | Tercer lugar |

### Participaciones en Juegos Olímpicos
| Mundial                  | Sede      | Resultado     |
| ------------------------ | --------- | ------------- |
| Juegos Olímpicos de 1928 | Ámsterdam | Primera ronda |

## Clubes
| Club            | País    | Año       |
| --------------- | ------- | --------- |
| OFK Belgrado    | Serbia  | 1925-1928 |
| Sabac Macva     | Serbia  | 1928      |
| Sete FC         | Francia | 1928-1935 |
| Saint-Etienne   | Francia | 1935-1939 |
| Olimpique Nimes | Francia | 1940-1942 |